# Magnum (marka)

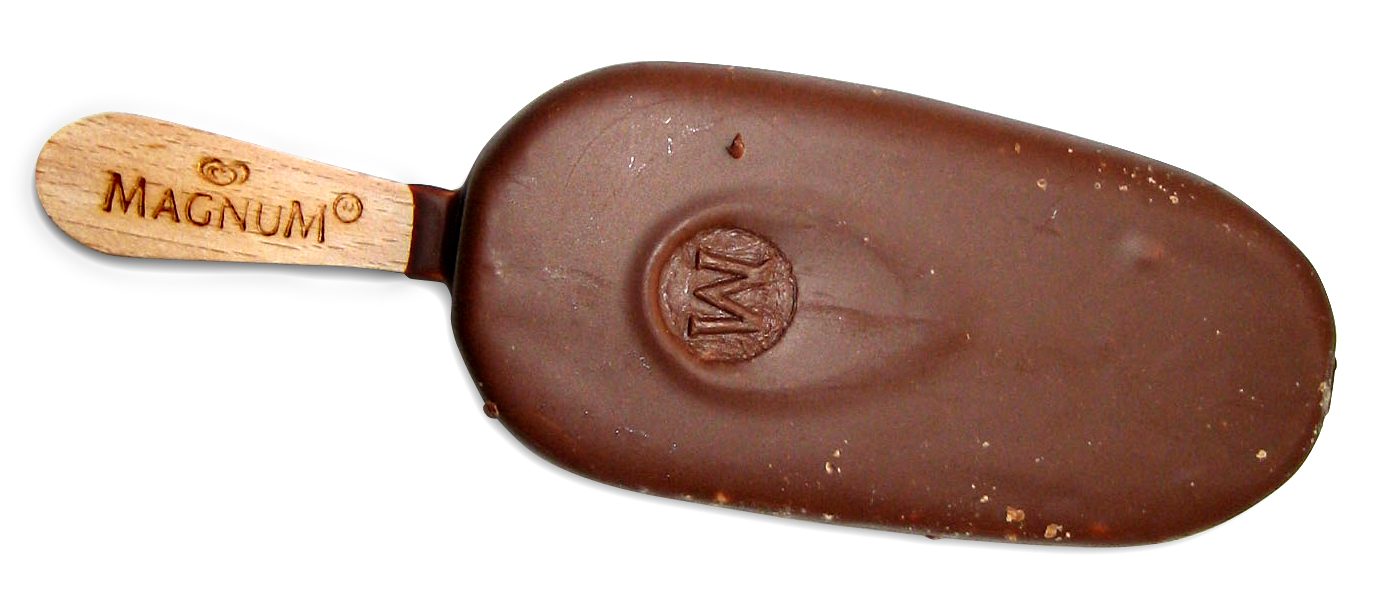
Przykładowe zdjęcie loda marki Magnum

Magnum – marka lodów koncernu Unilever sprzedawaną przez Heartbrand (z wyłączeniem Grecji i Rumunii, gdzie znana jest pod nazwą Magic). W Polsce spod znaku Algida, w Holandii – Ola, w Niemczech – Langnese, w Wielkiej Brytanii – Wall's.
Oryginalne lody Magnum z 1990 były pokryte białą lub czarną czekoladą, ważyły 86 gramów i miały 120 ml objętości.
Od 1992 do 1997 zwiększono wybór smaków, w tym Magnum Miętowe, Podwójna Czekolada i Magnum w rożku. W 2002 Magnum weszło na rynek jogurtów mrożonych. Następnie wprowadzono lody z nadzieniami; karmelowym, orzechowym, czekoladowym oraz migdałowym. W 2003 wprowadzono Magnum Intense (czekoladowy środek pokryty lodami z czekoladową polewą) oraz limitowaną edycję 7 grzechów głównych, gdzie smaki lodów nazwane zostały jak siedem grzechów głównych.
Następstwem Grzechów była kolejna seria limitowana z 2005 roku, w której każdy smak został nazwany jak jeden ze zmysłów: Magnum Aroma (Zapach), Magnum Touch (Dotyk), Magnum Sound (Dźwięk), Magnum Taste (Smak) i Magnum Vision (Wzrok).
W 2014 lody Magnum obchodziły 25 lat. Z tej okazji wprowadzono nowy smak o nazwie Magnum Silver w mlecznej czekoladzie, pokryte srebrną polewą, która zawierała alkohol Marc De Champagne. W 2015 wyszła linia Magnum Kiss o smakach Crème Brûlée oraz Tiramisu.